# Davilla cuspidulata
Davilla cuspidulata är en tvåhjärtbladig växtart som beskrevs av Carl Friedrich Philipp von Martius och August Wilhelm Eichler. Davilla cuspidulata ingår i släktet Davilla, och familjen Dilleniaceae. Inga underarter finns listade i Catalogue of Life.